# Proscelotes eggeli
Proscelotes eggeli är en ödleart som beskrevs av  Gustav Tornier 1902. Proscelotes eggeli ingår i släktet Proscelotes och familjen skinkar. Inga underarter finns listade i Catalogue of Life.